# Sterculia khasiana
Sterculia khasiana ist eine wahrscheinlich ausgestorbene Pflanzenart aus der Gattung der Stinkbäume (Sterculia) in der Unterfamilie der Sterkuliengewächse (Sterculioideae). 

## Merkmale
Sterculia khasiana war ein mittelgroßer Baum von nicht beschriebener Wuchshöhe. Die Rinde der jungen Zweige und die Blütenstände waren rostfarben flaumig behaart. Die Blattstiele waren 8 bis 13 mm lang. Die einfachen Laubblätter waren 9 bis 17 cm lang und 4 bis 7,5 cm breit. Die Blattspreite war elliptisch oder verkehrt eiförmig, lanzettlich, etwas verengt in der Nähe des Blattgrunds, kurz zugespitzt an der Spitze und ganzrandig. Die Blattflächen waren etwas ledrig und glatt. Die ledrigen, linealischen oder lanzettlichen und früh abfallenden Nebenblätter waren 4 bis 5 mm lang. 
Die Blütezeit war zwischen Mai und Juni. Die kurzen, achsel- oder endständigen, lockeren traubigen Blütenstände waren ziemlich spreizend. Die Blütenstandsachse war aufrecht und zierlich. Die 7 bis 15 mm langen Blütenstiele waren aufrecht-abstehend. Die Tragblätter waren winzig, eiförmig-lanzettlich und früh abfallend. Der Blütenkelch war 1 bis 1,5 cm lang. Die Außenseite war wollig behaart, die Innenseite fein behaart. Die Kronenröhre war kurz. Die Lippen waren linear-lanzettlich und dreinervig. Bei den männlichen Blüten trug die 2 mm lange, dicke, abstehende Stempelsäule fruchtbare Staubbeutel. Bei den weiblichen Blüten war der Fruchtknoten haarig und hatte einen gekrümmten Griffel. Früchte sind nicht bekannt.   

## Vorkommen
Sterculia khasiana wurde in subtropischen Wäldern in den Khasi Hills in einer Höhenlage zwischen 1000 und 1500 m gesammelt.

## Status
Sterculia khasiana wurde 1998 von der IUCN in die Liste der ausgestorbenen Pflanzenarten aufgenommen. Die Art ist nur durch drei Personen im 19. Jahrhundert nachgewiesen worden. Die erste war der britische Botaniker William Griffith (1810–1845), der Sterculia khasiana zu einem unbenannten Zeitpunkt in den Khasi Hills sammelte. 1873 entdeckte ein Sammler namens Rutton das zweite Exemplar. 1877 erfolgte die letzte Sichtung durch den Botaniker Charles Baron Clarke (1832–1906). Seitdem konnte die Art nicht mehr wiederentdeckt werden. Der Lebensraum ist durch menschliche Aktivitäten, wie Brandrodung und landwirtschaftliche Nutzung, in Mitleidenschaft gezogen worden.

## Taxonomie
Das Artepitheton bezieht sich auf den Fundort, die Khasi Hills im ostindischen Bundesstaat Meghalaya. Die wissenschaftliche Erstbeschreibung erfolgte 1934 durch Peary Mohon Debbarman basierend auf drei im 19. Jahrhundert gesammelten Herbarexemplaren, die sich im Central National Herbarium, Haora (früher Kalkutta Herbarium CAL) befinden.